# Conclave de 1721
O Conclave de 1721, convocado após a morte do Papa Clemente XI, elegeu o cardeal Michelangelo de 'Conti, que recebeu o nome de Inocêncio XIII.

## Divisões no Colégio dos Cardeais
O Colégio dos Cardeais foi dividido em quatro facções, duas políticas e duas curiais. A facção imperial, a facção mais forte do Colégio Sagrado, era chefiada pelo ministro imperial Althan; sua força foi estimada entre vinte e vinte e cinco votos. Eles representavam os interesses de Carlos VI do Sacro Império Romano-Germânico.
A facção Bourbon, o grupo de cardeais que defendiam os interesses das duas potências católicas governadas pelos reis Bourbon - França e Espanha - incluía onze ou doze cardeais. Eles representavam os interesses de Luís XV de França e Filipe V de Espanha.
O partido Clementine formou a terceira facção; Annibale Albani, cardeal-sobrinho de Clemente XI, era líder do grupo de cardeais criado por seu tio. Seu número foi estimado entre oito e quinze. Finalmente, os Zelanti formaram o partido dos cardeais que se opunham às influências seculares na Igreja. O líder deles era o cardeal Fabroni. Sua força foi estimada entre seis e doze.
Geralmente, esperava-se que as duas facções curiais, Clementine e Zelanti, juntassem suas forças no conclave.

## Papabili
Cerca de trinta cardeais eram considerados papabili, mas Francesco Pignatelli era considerado o favorito geral. Ele foi apoiado pela Áustria e também teve muitos adeptos entre os Zelanti. Annibale Albani apoiou oficialmente o candidato da Áustria, mas na verdade queria eleger Fabrizio Paolucci, secretário de estado de seu tio. Outros candidatos com sérias chances para a eleição foram Corsini, Tanara, Conti, Pamphili, Barbarigo e Gozzadini.

## Cardeais excomungados
No momento da morte do Papa Clemente XI, dois cardeais, Giulio Alberoni e Louis Antoine de Noailles, foram excomungados. Foi decidido, no entanto, que eles deveriam ser convidados para o conclave. O cardeal Noailles se desculpou por causa da idade avançada e problemas de saúde.
Outro problema dizia respeito ao cardeal vice-chanceler Ottoboni: ele ainda não foi ordenado. Mas, eventualmente, ele também foi autorizado a participar do conclave.

## Conclave
Somente 27 cardeais entraram no conclave em 31 de março. Em 9 de abril, o número de eleitores alcançou apenas quarenta. Os dois últimos cardeais, Thomas Philip Wallrad de Hénin-Liétard d'Alsace e Damian Hugo Philipp von Schönborn, chegaram apenas em 7 de maio.
O cardeal Annibale Albani, aproveitando o pequeno número de eleitores (a maioria cardeais de curial criados por seu tio), tentou conseguir uma rápida eleição de seu candidato, Fabrizio Paolucci. No primeiro escrutínio realizado em 1 de abril pela manhã, Paolucci recebeu oito votos na votação e dois adicionais no acesso . No segundo escrutínio da noite do mesmo dia, Paolucci estava com apenas três votos a menos de ser eleito. Mas, naquela época, o cardeal Althan (o único cardeal-coro presente nas primeiras votações) em nome do imperador Carlos VI declarou a exclusão oficial contra Paolucci.
O veto imperial foi muito bem sucedido. Em 2 de abril da manhã, não houve uma única votação no Cardeal Secretário de Estado. Nesse mesmo dia, o cardeal francês Rohan entrou no conclave. Ele agradeceu a Althan por sua ação contra Paolucci.
Em abril, vários candidatos foram propostos - Spada, Gozzadini, Cornaro, Caracciolo -, mas nenhum deles conseguiu apoio significativo. Em 20 de abril, o cardeal Cienfuegos chegou com as novas instruções da corte imperial. No final deste mês, ficou claro que as melhores chances para a eleição eram o cardeal Conti, proposto pela facção francesa. Em 25 de abril, Conti obteve sete votos. A facção imperial, no entanto, ainda aguardava a chegada de seu principal candidato, Pignatelli, e só tinha instruções para votar em Conti em última instância. Mas quando Pignatelli finalmente se juntou aos eleitores em 1º de maio, a Espanha oficialmente excluiu sua candidatura. O colapso de Pignatelli foi decisivo: a facção imperial, admitindo a impossibilidade de eleger seu candidato, concordou em votar em Conti. Nos dias subsequentes, as facções da Cúria também prometeram seu apoio a Conti.

## Eleição do Papa Inocente XIII

Brasão papal de Inocêncio XIII

No dia 8 de maio da manhã, no trigésimo quinto escrutínio, o cardeal Michelangelo de 'Conti foi eleito papa, recebendo cinquenta e quatro votos dos cinquenta e cinco. O único voto contra foi o seu, dado a Sebastiano Antonio Tanara, decano do Colégio dos Cardeais. Ele aceitou sua eleição e adotou o nome de Inocêncio XIII, em homenagem ao Papa Inocêncio III, também da família Conti. Um pouco mais tarde, o protodeacon Benedetto Pamphilj anunciou sua eleição ao povo de Roma com a antiga fórmula Habemus Papam, e em 18 de maio ele solenemente o coroou nos degraus da basílica patriarcal do Vaticano.

## Cardeais participantes
| Concistoro                     | 1721 |
| ------------------------------ | ---- |
| Fevereiro 1672                 | 1    |
| Maio 1675                      | 1    |
| Consistórios de Clemente X     | 2    |
| Setembro 1681                  | 1    |
| Consistórios de Inocêncio XI   | 1    |
| Novembro 1689                  | 1    |
| Fevereiro 1690                 | 2    |
| Novembro 1690                  | 2    |
| Consistórios de Alexandre VIII | 5    |
| Dezembro 1695                  | 3    |
| Julho 1697                     | 2    |
| Junho 1700                     | 1    |
| Consistórios de Inocêncio XII  | 6    |
| Dezembro 1703                  | 1    |
| Maio 1706                      | 12   |
| Junho 1706                     | 1    |
| Abril 1709                     | 1    |
| Dezembro 1711                  | 1    |
| Maio 1712                      | 13   |
| Janeiro 1713                   | 1    |
| Maio 1713                      | 1    |
| 6 Maio 1715                    | 1    |
| 29 Maio 1715                   | 4    |
| Dezembro 1715                  | 3    |
| Março 1717                     | 1    |
| Julho 1717                     | 2    |
| Novembro 1719                  | 10   |
| Setembro 1720                  | 2    |
| Consistórios de Clemente XI    | 54   |
| Total                          | 68   |

| Criado por                  | Cardeais | Por Cento |
| --------------------------- | -------- | --------- |
| Papa Clemente X (CX)        | 02       | 2,94 %    |
| Papa Inocêncio XI (IXI)     | 01       | 1,47 %    |
| Papa Alexandre VIII (AVIII) | 05       | 7,35 %    |
| Papa Inocêncio XII (IXII)   | 06       | 8,82 %    |
| Papa Clemente XI (CXI)      | 054      | 79,41 %   |
| Total                       | 68       | 100 %     |

### Cardeais Bispos
| Nº | Nome                           | Consistório    | Papa  |
| -- | ------------------------------ | -------------- | ----- |
| 1  | Sebastiano Antonio Tanara      | Dezembro 1695  | IXII  |
| 2  | Vincenzo Maria Orsini, O.P.    | Fevereiro 1672 | CX    |
| 3  | Francesco del Giudice          | Fevereiro 1690 | AVIII |
| 4  | Fabrizio Paolucci              | Julho 1697     | IXII  |
| 5  | Francesco Pignatelli, C.R.     | Dezembro 1703  | CXI   |
| 6  | Francesco Barberini il Giovane | Novembro 1690  | AVIII |

### Cardeais Presbíteros
| Nº | Nome                                             | Consistório   | Papa |
| -- | ------------------------------------------------ | ------------- | ---- |
| 7  | Giacomo Boncompagni                              | Dezembro 1695 | IXII |
| 8  | Giuseppe Sacripante                              | Dezembro 1695 | IXII |
| 9  | Giorgio Cornaro                                  | Julho 1697    | IXII |
| 10 | Lorenzo Corsini                                  | Maio 1706     | CXI  |
| 11 | Francesco Acquaviva d'Aragona                    | Maio 1706     | CXI  |
| 12 | Tommaso Ruffo                                    | Maio 1706     | CXI  |
| 13 | Orazio Filippo Spada                             | Maio 1706     | CXI  |
| 14 | Filippo Antonio Gualterio                        | Maio 1706     | CXI  |
| 15 | Giandomenico Paracciani                          | Maio 1706     | CXI  |
| 16 | Carlo Agostino Fabroni                           | Maio 1706     | CXI  |
| 17 | Pietro Priuli                                    | Maio 1706     | CXI  |
| 18 | Giuseppe Vallemani                               | Maio 1706     | CXI  |
| 19 | Michelangelo Conti                               | Junho 1706    | CXI  |
| 20 | Ulisse Giuseppe Gozzadini                        | Abril 1709    | CXI  |
| 21 | Gianantonio Davia                                | Maio 1712     | CXI  |
| 22 | Agostino Cusani                                  | Maio 1712     | CXI  |
| 23 | Giulio Piazza                                    | Maio 1712     | CXI  |
| 24 | Antonio Felice Zondadari                         | Maio 1712     | CXI  |
| 25 | Armand Gaston Maximilien den Rohan-Soubise       | Maio 1712     | CXI  |
| 26 | Wolfgang Hannibal von Schrattenbach              | Maio 1712     | CXI  |
| 27 | Giovanni Battista Tolomei, S.J.                  | Maio 1712     | CXI  |
| 28 | Lodovico Pico della Mirandola                    | Maio 1712     | CXI  |
| 29 | Giovanni Battista Bussi                          | Maio 1712     | CXI  |
| 30 | Pier Marcellino Corradini                        | Maio 1712     | CXI  |
| 31 | Benedetto Erba-Odescalchi                        | Maio 1713     | CXI  |
| 32 | Henri Pons de Thiard de Bissy                    | 29 Maio 1715  | CXI  |
| 33 | Innico Caracciolo, Jr.                           | 29 Maio 1715  | CXI  |
| 34 | Bernardino Scotti                                | 29 Maio 1715  | CXI  |
| 35 | Nicolò Caracciolo                                | Dezembro 1715 | CXI  |
| 36 | Giovanni Patrizi                                 | Dezembro 1715 | CXI  |
| 37 | Nicola Gaetano Spinola                           | Dezembro 1715 | CXI  |
| 38 | Giberto Bartolomeo Borromeo                      | Março 1717    | CXI  |
| 39 | Imre Csáky                                       | Julho 1717    | CXI  |
| 40 | Giorgio Spinola                                  | Novembro 1719 | CXI  |
| 41 | Cornélio Bentivoglio                             | Novembro 1719 | CXI  |
| 42 | Thomas Philip Wallrad d'Alsace-Boussut de Chimay | Novembro 1719 | CXI  |
| 43 | Michael Friedrich Althan                         | Novembro 1719 | CXI  |
| 44 | Giovanni Battista Salerni, S.J.                  | Novembro 1719 | CXI  |
| 45 | Giovanni Francesco Barbarigo                     | Novembro 1719 | CXI  |
| 46 | Álvaro Cienfuegos Villazón, S.J.                 | Setembro 1720 | CXI  |

### Cardeais Diáconos
| Nº | Nome                                      | Consistório    | Papa  |
| -- | ----------------------------------------- | -------------- | ----- |
| 47 | Benedetto Pamphilj, O.S.Io.Hieros.        | Setembro 1681  | IXI   |
| 48 | Pietro Ottoboni                           | Novembro 1689  | AVIII |
| 49 | Giuseppe Renato Imperiali                 | Fevereiro 1690 | AVIII |
| 50 | Lorenzo Altieri                           | Novembro 1690  | AVIII |
| 51 | Carlo Colonna                             | Maio 1706      | CXI   |
| 52 | Annibale Albani                           | Dezembro 1711  | CXI   |
| 53 | Curzio Origo                              | Maio 1712      | CXI   |
| 54 | Damian Hugo Philipp von Schönborn Bushein | Janeiro 1713   | CXI   |
| 55 | Fabio Olivieri                            | 6 Maio 1715    | CXI   |
| 56 | Giulio Alberoni                           | Julho 1717     | CXI   |

## Ausentes

### Cardeais Presbíteros
| Nº | Nome                                 | Consistório   | Papa |
| -- | ------------------------------------ | ------------- | ---- |
| 1  | Galeazzo Marescotti                  | Maio 1675     | CX   |
| 2  | Louis-Antoine de Noailles            | Junho 1700    | IXII |
| 3  | Lorenzo Maria Fieschi                | Maio 1706     | CXI  |
| 4  | Christian August von Sachsen-Zeitz   | Maio 1706     | CXI  |
| 5  | Nuno da Cunha e Ataíde               | Maio 1712     | CXI  |
| 6  | Melchior de Polignac                 | Maio 1712     | CXI  |
| 7  | Carlo Maria Marini                   | Maio 1715     | CXI  |
| 8  | Léon Potier de Gesvres               | Novembro 1719 | CXI  |
| 9  | François de Mailly                   | Novembro 1719 | CXI  |
| 10 | Luis Antonio Belluga y Moncada, C.O. | Novembro 1719 | CXI  |
| 11 | José Pereira de Lacerda              | Novembro 1719 | CXI  |
| 12 | Carlos de Borja y Centellas          | Setembro 1720 | CXI  |